# Neutopia II
 Neutopia II  (ニュートピア II) est un jeu vidéo d'action-aventure développé et édité par Hudson Soft, sorti en 1991 sur PC-Engine. Il s'agit du deuxième de la série Neutopia, sorti 2 ans après le premier jeu. Bien que le jeu soit considéré comme un clone de la série The Legend of Zelda, Neutopia II est sorti deux mois avant The Legend of Zelda: A Link to the Past.

## Synopsis
L’histoire se déroule plusieurs années après le premier épisode, Neutopia. The maléfique Dirth, Empereur des Ténèbres, est de retour et Jazeta, héros du premier Neutopia, est de nouveau en route pour le vaincre, mais disparait sans laisser de traces. C’est à son fils qu’il revient de se lancer dans un long voyage pour le sauver.

## Système de jeu
Le premier jeu Neutopia est consideré comme un clone de  The Legend of Zelda de Nintendo. Neutopia II a un gameplay très similaire au premier épisode avec cependant des améliorations comme les déplacements en diagonale. Le jeu reste un jeu d’action/aventure vue d'un point de vue aérien, à combat direct et scrolling avec défilement écran par écran.

## Réception
Le jeu a reçu une bonne réception et il est considéré comme le meilleur jeu du genre sur PC-Engine. Le jeu a été réadapté pour la console virtuelle Wii.